# Pierre Cauchon
Pour l’article homonyme, voir Cauchon.
Pierre Cauchon, né en 1371 à Reims, et mort le 18 décembre 1442 à Rouen, est évêque de Beauvais puis de Lisieux, défenseur des intérêts anglais à la fin de la guerre de Cent Ans. Il passe à la postérité pour avoir été l'ordonnateur du procès de Jeanne d'Arc, qu'il fait condamner à mort sur le bûcher à Rouen le 30 mai 1431. L’Église catholique annule son verdict en 1456 après un procès en révision.

## Biographie

### L'Université
Bien que la famille Cauchon soit attestée, aux XIVe et XVe siècles, comme appartenant à la bourgeoisie de Reims, nous ne savons rien des parents de Pierre IV Cauchon. Certaines sources le disent fils de Jacques Ier Cauchon (1325-1376), riche bourgeois et orfèvre de Reims, et de Rose Triquesel (1330-1388). On lui connaît néanmoins un frère : Jean VI, chanoine de Beauvais, et une sœur (Jeanne ?), mariée à un dénommé Bidault.
Adolescent, il s'engage dans de longues études qui le destinent à une carrière ecclésiastique mais qui le contraignent à quitter Reims. Son arrivée à Paris, capitale intellectuelle du Royaume, est incertaine (en 1385, à l’âge de 14 ans ?). À l'université, il suit brillamment les cours de la faculté des arts (grammaire, rhétorique, dialectique, arithmétique, géométrie, musique, astronomie) puis étudie le droit canonique et la théologie. Ses pairs l’élisent à 26 ans recteur. Le mandat, de courte durée, confère un pouvoir juridictionnel sur les affaires de l'université et des étudiants, échappant au contrôle du prévôt du roi, depuis une charte signée par Philippe Auguste en 1200. Pierre est réélu au moins deux fois à cette fonction, preuve de la considération dont il bénéficiait au sein de l’Université. Maître des arts, licencié en droit canonique, il intègre en 1398 la faculté de théologie mais n’obtient probablement pas le titre de docteur, grade universitaire le plus élevé.

### Le choix du parti bourguignon
En 1404, Pierre Cauchon, ayant reçu la tonsure, les ordres mineurs et la prêtrise, cherche une situation stable et rémunératrice. Bien qu'ayant obtenu les revenus de la cure d'Égliselles, il se fait octroyer une prébende de vidame auprès du chapitre de Reims de 1410 à 1420 et défend la cause de l'Université de Paris lors d'une querelle qui l'oppose à celle de Toulouse. Mais, à l'exemple d'autres ecclésiastiques, il sait que c'est en s'attirant les faveurs d'un prince ou d'un puissant qu'il pourra mener une carrière prestigieuse.
Il ne peut s'agir du roi, Charles VI de France, fou, ou plutôt atteint de crises maniaco-dépressives, qui gouverne sous la tutelle de ses oncles. D'ailleurs, le train fastueux de la cour, entretenu par la reine Isabeau de Bavière et l'entourage royal, est l'objet de vives critiques, de la part du peuple mais également de l'université. Le cotuteur du roi, le duc de Berry, n'est pas non plus fait pour attirer l’étudiant : très dépensier, attiré surtout par l'art, le commanditaire des Très Riches Heures est un personnage sage mais dont la puissance politique décline. Quant à Louis d'Orléans, frère du roi, sa politique belliqueuse vis-à-vis de l’Angleterre, son train de vie et sa conduite légère (ne serait-il pas l’amant de la reine ?) le rendent impopulaire auprès de l’Université de Paris. Il reste Jean sans Peur, duc de Bourgogne qui, par son opposition à la politique du duc d'Orléans, sait s’attirer le soutien des clercs parisiens.
Du côté de l'Église, la situation n'est pas meilleure qu'au royaume de France. Le grand schisme d'Occident offre à Pierre Cauchon une occasion de service. En 1407, il est missionné par le roi, en compagnie des plus hauts dignitaires ecclésiastiques, pour tenter de réconcilier les deux papes rivaux Benoît XIII et Grégoire XII. Cette expédition est un échec, mais élève Pierre Cauchon au rang d'arbitre, de négociateur au plus haut niveau.
De retour de cette inutile ambassade, il trouve à Paris un climat troublé par l'assassinat du duc d'Orléans, commandité par Jean sans Peur, qui s'exile un temps dans ses terres. Cependant, l'impopularité de la victime, qui avait cristallisé les griefs faits à la cour, incite nombre de personnes, dont les théologiens et Pierre Cauchon, à manœuvrer pour obtenir la réhabilitation du duc de Bourgogne et même la justification de ce meurtre. À cette époque, l'Université est en effet particulièrement remontée contre le roi, son prévôt Tignonville ayant fait pendre deux clercs qui ne dépendaient pas de sa juridiction.
Afin de récupérer des fonds destinés à la guerre contre les Anglais, les États généraux s'ouvrent en 1413. Les Bourguignons, alliés des clercs et des docteurs de l'université, réclament la réforme du Royaume. Une commission est formée, chargée d’enquêter sur les abus de l’administration. Pierre Cauchon en fait naturellement partie. Au printemps de la même année éclate l'insurrection cabochienne, plus ou moins sous l'impulsion démagogiqueInterprétation abusive ? de Jean sans Peur. Après les excès de la fureur populaire, les bouchers cabochiens sont finalement lâchés par la bourgeoisie et les princes, notamment. Les Armagnacs débarquent à Paris pour y remettre de l'ordre. Jean sans Peur quitte la capitale en août, avant que le roi ne rende justice et revienne sur des décisions prises sous la pression des insurgés (voir guerre civile entre Armagnacs et Bourguignons). Le 1er mai 1414, Pierre Cauchon est accusé, par ordonnance royale, des pires méfaits, mais il a déjà fui en direction de la Bourgogne.
Il fait partie de l’ambassade que le duc de Bourgogne envoie au concile de Constance en 1415. Avec ses collègues bourguignons, pour mettre fin au schisme, il y appuie l'élection de Martin V (11 novembre 1417).

### Le retour au royaume de France
En 1418, Paris abandonne les Armagnacs pour les Bourguignons. Jean sans Peur peut retrouver sa place auprès du roi de France toujours aussi malade mentalement. En tant que partisan du duc, Pierre Cauchon est par la même occasion réhabilité. La protection ducale lui permet d’être nommé maître des requêtes et conseiller du roi pendant que l'Université presse le pape de lui octroyer d'autres bénéfices. Compréhensif, le nouveau souverain pontife sait se montrer reconnaissant envers celui qui l'a aidé à accéder à sa charge. Dorénavant, Cauchon se retrouve archidiacre de Chartres et de Chalon, chanoine de Reims et de Beauvais, chapelain du duc de Bourgogne et référendaire du pape, ce qui en cumul lui assure un revenu annuel d'environ deux mille livres.
Un nouveau drame se joue, dont il sait une nouvelle fois profiter. Les Bourguignons, inquiets de voir la progression des Anglais, qui se sont déjà emparés de la Normandie et notamment de Rouen, décident de traiter avec le dauphin Charles. Lors d'une entrevue sur le pont de Montereau, le 10 septembre 1419, Jean sans Peur est assassiné par Tanguy du Chastel, conseiller de Charles. Les Bourguignons accusent le dauphin d’avoir commandité le meurtre. Cela ressemble en effet à une vengeance de l'assassinat de Louis d'Orléans douze ans plus tôt. Pierre Cauchon perd ainsi son protecteur, et ne voit pas vraiment de remplaçant dans la personne de l'héritier du duché de Bourgogne, Philippe III.
L’assassinat de Jean sans Peur pousse les Bourguignons à se rapprocher des Anglais. Pierre Cauchon participe aux pourparlers qui aboutissent au traité de Troyes signé le 21 mai 1420 : le dauphin Charles est déshérité au profit du roi d’Angleterre Henri V qui doit devenir roi de France, une fois Charles VI décédé.
Le 30 août 1420, le pape Martin V nomme Pierre Cauchon évêque de Beauvais après les vives recommandations de l’Université de Paris, du duc de Bourgogne, des rois Henri et Charles, autant de personnages ou d’institutions auxquels il a rendu de multiples services. À près de 50 ans, c’est le couronnement de sa carrière ecclésiastique. Mais ce n’est que le 12 janvier 1421 qu’il prend physiquement possession de son diocèse. Grand privilège, le duc de Bourgogne Philippe le Bon l’accompagne lors de son entrée dans la ville. De 1421 à 1429, date de son départ forcé, l’évêque réside peu à Beauvais. Les affaires du Royaume l’appellent le plus souvent à Paris et à Rouen. Pendant son épiscopat, il se heurte à la municipalité qui lève une taille pour la réparation des fortifications. En tant que comte-évêque de Beauvais, Pierre Cauchon lui conteste ce droit.

### Au service du roi d’Angleterre
En dépit de la signature du traité de Troyes, une partie de la France refuse de se soumettre au roi d’Angleterre. Henri V est contraint de mener campagne dans l’Est du Bassin parisien. C’est à l’occasion de la capitulation de Meaux que les sources nous apprennent que Pierre Cauchon est devenu conseiller du roi d’Angleterre (4 juin 1422). La même année, Henri V et Charles VI meurent. Le trône revient au fils du roi d’Angleterre, Henri VI, qui, à cause de son extrême jeunesse (il a 10 mois), ne peut gouverner. Heureusement pour Pierre Cauchon, il sait trouver auprès du duc de Bedford, régent du royaume de France pour le compte d’Henri VI, un nouveau protecteur. Dès 1422, l’évêque de Beauvais joue officieusement le rôle de « conseiller ecclésiastique ». On le voit donc participer au concile de Sienne dont le but est de régler la collation des bénéfices majeurs (abbatiat, évêchés). Il est également chargé d’accélérer le prélèvement des décimes (impôt sur le clergé) en Normandie.
Le 25 mai 1429, il se trouve à Reims, mais quitte la ville la veille du sacre de Charles VII (17 juillet) qui y est mené grâce à la marche menée par Jeanne d'Arc. En août, l’évêque est dans la capitale de son diocèse mais les Beauvaisiens se rallient peu de temps après au dauphin. Malgré ce ralliement précédé et suivi par tant d’autres, Pierre Cauchon n’abandonne pas le parti anglais. Il quitte Beauvais pour se rendre à Rouen, siège du gouvernement anglais de la France et où le chapitre de chanoines lui a donné le pouvoir de s'installer, le siège de l'archevêché étant alors vacant et une juridiction d'exception pouvant se mettre en place. 
Du 5 septembre 1429 au 9 janvier 1430, il est à Londres, avec juste un petit intermède parisien à la mi-octobre, et conseille les Anglais sur les préparatifs de l'offensive qu'ils vont mener en 1430. Avec le duc de Bedford, soucieux d'opposer à l'image de Jeanne d'Arc celle d'Henri VI âgé maintenant de 8 ans, il incite le jeune roi à traverser la Manche pour que ses sujets puissent le voir. Ensemble, ils font le voyage jusqu'à Rouen, en compagnie d'autres conseillers ecclésiastiques. Il sera confirmé le 14 mai dans ses fonctions de conseiller du roi. C'est quelques mois après leur retour qu'ils apprennent la nouvelle : le 23 mai 1430, Jeanne a été faite prisonnière à proximité de Compiègne. Elle est détenue par les Bourguignons au donjon de Beaulieu, à proximité de  Noyon. 
Dans les tractations qui s'engagent pour récupérer la Pucelle, Cauchon joue un rôle de premier plan. L’Université et les représentants de l'Inquisition à Paris réclament de la juger mais les Anglais mandatent l’évêque de Beauvais pour négocier la rançon. Du point de vue légal, il possède un argument de poids : Jeanne a été capturée au sortir de Compiègne, sur un territoire dépendant du diocèse de Beauvais, et donc de sa juridiction. En août 1430, les Anglais obtiennent des États de Normandie une aide financière sur laquelle est prélevée la rançon. Alors que Charles VII ne réagit pas, les Bourguignons la remettent à ses ennemis contre le versement de 10 000 livres. Le 3 janvier 1431, par lettre royale, les Anglais abandonnent Jeanne à la justice ecclésiastique et plus précisément à Pierre Cauchon.

### Le procès de Jeanne d'Arc

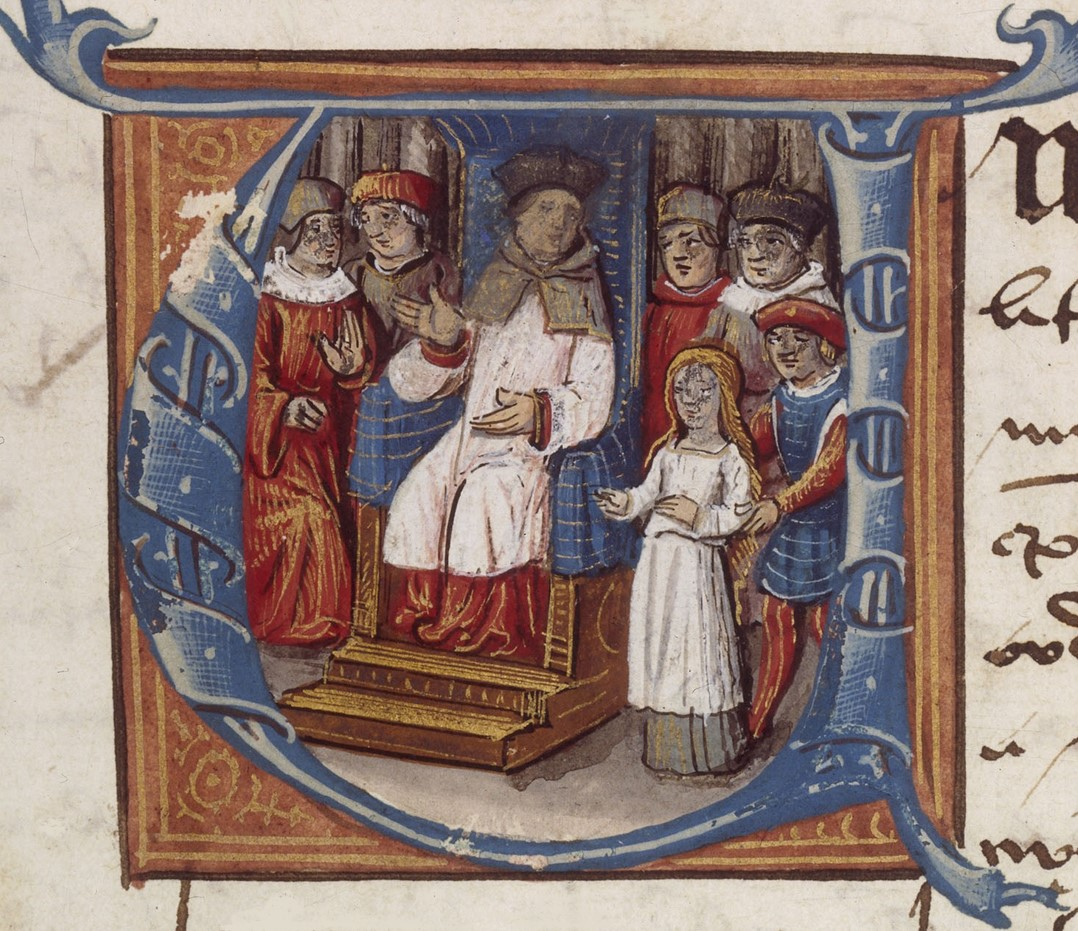
Jeanne d'Arc présentée à son juge Pierre Cauchon entouré de ses assesseurs.
Lettrine U ornée, XVe siècle, Paris, BnF, département des manuscrits, ms. Latin 5969, 1.

Tout le but de Pierre Cauchon, et ce pour quoi il a été missionné par les Anglais, est d'ôter sa crédibilité à Jeanne, et par ce moyen à Charles VII, en l'attaquant sur le terrain religieux afin d'estomper ses succès militaires. Il s'organise soigneusement, en s'entourant d'ecclésiastiques renommés, incontestables, et en prenant le soin de préparer les débats. Il diligente même une enquête du côté de Domrémy, afin d'essayer de récolter des rumeurs sulfureuses sur le compte de l'accusée, en vain.
Le procès s'ouvre le 21 février 1431. Au bout de deux semaines d’interrogatoires, la défense de l'accusée tient bon. Sa virginité a de nouveau été attestée par des femmes. Pierre Cauchon persiste à l'accuser d'enfreindre le Deutéronome par l'usage d'habits d'homme, qui constitue un outrage à la bienséance et à la pudeur féminine de l'époque. Jeanne finira par se défendre en invoquant le bon sens et la nécessité de porter habit d'hommes dans le métier des armes, argument qui sera rejeté avec acharnement par Pierre Cauchon. L'affaire des voix est naturellement exploitée pour glisser sur le terrain de la sorcellerie.
Soucieux de régularité, Pierre Cauchon fait parvenir à Paris l'acte d'accusation, rédigé le 14 mars, qui charge Jeanne des pires horreurs, afin d'obtenir l'avis de l'université. Pendant ce temps, le procès s'enlise. L'aveu paraissant impossible à obtenir, on envisage la torture. Mais entre-temps, la santé de l'accusée s'est dégradée. Elle risque de succomber à cette épreuve et le risque politique est trop grand. On n'en fera qu'un simulacre, le 9 mai, qui ne change rien à la position de Jeanne. Cependant, l'avis de l'Université est favorable. Il convient de procéder à l'admonestation officielle de l'Église, pour que l'accusée puisse se repentir.
L'évêque de Beauvais a alors l'idée d'une mise en scène propre à faire céder l'accusée.[réf. nécessaire] Conduite dans le clos de l'abbatiale Saint-Ouen, elle est publiquement sommée d'abjurer ce qu'elle avait toujours affirmé jusqu'ici : missionnée par Dieu, elle doit remettre la clef du royaume de France à Charles VII en chassant les Anglais. Elle résiste, puis quand est énoncée la menace du bûcher, elle finit par abjurer, tout en signant par une croix l'acte d'abjuration, ce qui équivalait dans son langage codé à une feinte d'abjuration. On la réintègre dans sa prison et on lui procure des habits de femme, en lui promettant de la transférer dans une prison d'Église, gardée par gens d'Église, ce qu'elle avait demandé comme condition de son abjuration. Mais les Anglais se sentent floués car ils attendaient la mort de l’accusée. Jeanne est renvoyée dans la même prison et après avoir subi des outrages et des violences, elle endosse à nouveau des habits masculins. Aux yeux de l’Église, elle devient donc relapse (littéralement « retombée dans l'hérésie ») et le juge n’a d’autre choix que de la livrer au bras séculier pour exécuter la condamnation à mort. Jeanne est conduite au bûcher le 30 mai. Elle déclare : « Évêque, je meurs par vous ! ».

### Persistance dans le camp anglais
Le lendemain du supplice de Jeanne d'Arc, il officie à la cathédrale de Rouen. En juillet 1431, il participe aux assises de l'Échiquier de Normandie. Le 16 décembre 1431, il a l'honneur d'accompagner le cardinal de Winchester pour sacrer le jeune roi Henri VI à Notre-Dame de Paris. Sa place est d’autant plus naturelle qu’en tant qu’évêque de Beauvais, il est l’un des pairs ecclésiastiques, chargé de remettre le manteau royal.
Cauchon ne peut espérer retourner à Beauvais, tenue par les Armagnacs à la solde de Charles VII. Coupé de son diocèse, il n'en perçoit plus les revenus, même s'il lui reste une rente de mille livres en tant que conseiller du roi. Il se montre probablement intéressé par la place vacante à l'archevêché de Rouen. Cependant, le chapitre rouennais ne lui accorde pas la charge.
Le 30 août 1432, tout en continuant par ailleurs ses missions au service du roi, il est finalement nommé évêque de Lisieux par le pape Eugène IV qui lui manifeste son estime : « Que se répande encore plus loin l'écho de ta bonne renommée, que fondent tes louables actions ». La ville de Lisieux est tenue depuis une vingtaine d'années par les Anglais. C'est un évêché secondaire, mais le siège présente toutefois quelques avantages : l’évêque est de droit comte de la ville et le diocèse possède une exemption dans Rouen même. Malgré son absentéisme, Pierre Cauchon entend marquer son passage par une grande œuvre architecturale. À l'extrémité de la cathédrale Saint-Pierre de Lisieux, il finance sur ses fonds personnels la reconstruction de la chapelle Notre-Dame.
En août 1433, il représente les Anglais à l'entrevue manquée de Calais pour négocier la libération de Charles, duc d'Orléans, fait prisonnier à la bataille d'Azincourt, 18 ans auparavant.
En août 1434, il est envoyé comme ambassadeur au concile de Bâle. À peine revenu, il est propulsé négociateur à Arras, fief des Bourguignons, qui reçoivent des délégations françaises et anglaises afin de négocier l'arrêt d'une guerre qui épuise ses protagonistes. Devant les prétentions françaises, les Anglais claquent la porte, laissant Français et Bourguignons se réconcilier (1435).
Dans les premiers mois de 1436, quatre évêques, dont Pierre Cauchon, sont chargés de gouverner Paris au nom d’Henri VI. Quand les Parisiens ouvrent leurs portes au connétable de Richemont pour le compte de Charles VII, en avril 1436, Pierre Cauchon est contraint de fuir, non sans s’être acquitté d’une forte somme d’argent. Après avoir été lâché par les Bourguignons, Henri VI perd donc la capitale du royaume de France. Pour autant, malgré ses échecs, Pierre Cauchon reste fidèle au camp anglais. Il traverse plusieurs fois la Manche et séjourne à la cour d’Angleterre. Le roi le charge de négocier avec Charles VII de 1438 à 1440. Sans succès.

### Mort et sépulture
Âgé de 71 ans, Pierre Cauchon meurt en son « hôtel de Lisieux » à Rouen le 18 décembre 1442, sept ans avant l'entrée triomphale de Charles VII (10 novembre 1449). Lors du procès de réhabilitation de Jeanne d’Arc en 1456, Guillaume Colles précise que l’évêque est mort subitement pendant qu’on lui faisait la barbe.
Pierre Cauchon a droit à des funérailles rouennaises, puis son corps est transporté à Lisieux où il est inhumé dans la cathédrale Saint-Pierre, dans la chapelle axiale du chœur, qu'il fit construire et où il repose toujours sous le dallage, bien que rien n'indique exactement où.

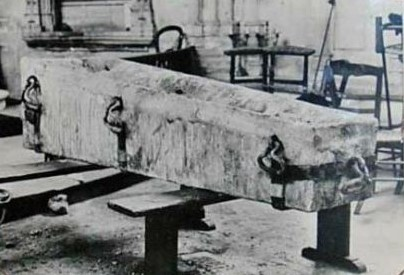
Cercueil de Pierre Cauchon tel qu'il fut découvert en 1931.

En 1783, le corps de son successeur, Jacques de Condorcet, est déposé au-dessus de celui de Pierre Cauchon. En 1793, les révolutionnaires jettent la dépouille de Condorcet à la fosse commune du cimetière du Champ-Remouleux à Lisieux, mais celui de Cauchon échappe à la tourmente révolutionnaire.

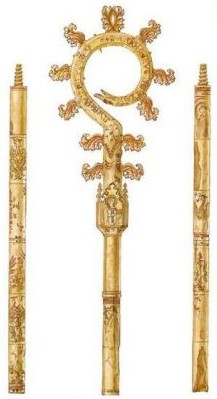
Revers de la crosse de Cauchon, qui fut détruite en 1944.

Profitant d'une rénovation du dallage de la chapelle en 1931, Étienne Deville (1873-1944), conservateur du musée et de la bibliothèque de Lisieux et président de la Société des amis des arts, obtient l'autorisation d'entreprendre des fouilles. Le 25 avril, il découvre dans le caveau une crosse en ivoire richement décorée et posée sur un cercueil de plomb. À l'intérieur, le squelette encore entier de Cauchon, avec son anneau pastoral, « très simple, en argent, orné d'une pierre violette ». Tout fut replacé à l'identique, sans ajout de marquage. La crosse de Cauchon, quant à elle, est déposée au trésor de la cathédrale ; elle disparaîtra dans le bombardement anglais du 7 juin 1944 qui frappe alors le quartier lexovien.
Ironie du sort, c'est à Lisieux que l'une des admiratrices les plus ferventes de Jeanne d'Arc, Thérèse, vécut et écrivit deux pièces de théâtre sur son héroïne, les jouant devant ses consœurs du Carmel. En 1944, Thérèse fut nommée comme Patronne secondaire de la France par le pape Pie XII, à égalité avec Jeanne d'Arc.

## Historiographie
L’histoire de Pierre Cauchon se résume généralement à la direction du procès de Jeanne d’Arc. Le sort de la Pucelle, la mort, est largement imputé à l’évêque de Beauvais.

### Le procès de réhabilitation de Jeanne d’Arc (1456)
En 1450, le roi Charles VII demande l’ouverture d’une enquête sur le procès de 1431. L’objectif ne fait pas de doutes : il s’agit d’annuler la condamnation de Jeanne d’Arc en démontrant les fautes et les erreurs des juges. Il y va de l’honneur du roi. Mais ce n'est que lorsque Calixte III succède à Nicolas V en 1455 qu'un rescrit papal ordonne effectivement la révision du procès, à la suite d'une demande de la mère de Jeanne, Isabelle Rommée.
L’inquisiteur Jean Bréhal rassemble dans une recollectio les éléments du dossier. Ce texte se présente comme « un véritable réquisitoire » contre Pierre Cauchon. Il aboutit en juillet 1456 à l’invalidation du procès de 1431 mais fabrique aussi pour longtemps la réputation ignoble que la postérité retient de l’évêque. Aux yeux de Jean Bréhal, Pierre Cauchon est d’abord un traître puisqu’il a servi un prince étranger, en l’occurrence le roi d’Angleterre et a agi contre son roi légitime, Charles VII. L’inquisiteur lui reproche la conduite du procès. N’a-t-il pas fait pression sur les assistants ? N’a-t-il pas abusé de la faiblesse de l’accusée en l’épuisant par de longs interrogatoires et en lui posant des questions perfides ou difficiles à comprendre ? N’a-t-il pas multiplié les entorses à la procédure judiciaire ? L’évêque de Beauvais a laissé par exemple croupir Jeanne dans une cellule du château de Rouen alors qu’elle devait être enfermée dans une prison ecclésiastique comme toute suspecte d’hérésie. Autre grief, le juge n’a pas donné suite à l’appel au pape, demandé par Jeanne. Jean Bréhal conclut que Pierre Cauchon s’est laissé guider plus par la haine de la Pucelle que par la raison. Le greffier Manchon y affirme que Cauchon truqua les douze articles sur lesquels les juges devaient se prononcer.

### Une historiographie critique centrée sur son rôle pendant le procès de Jeanne d'Arc
Dès 1450, Pierre Cauchon est vu par les Français comme un traître. Si, depuis le XVe siècle, beaucoup de livres se bornent à présenter Pierre Cauchon comme le juge qui a condamné Jeanne d’Arc, d’autres se montrent beaucoup plus critiques. Selon Voltaire, « la Pucelle fut adjugée à Pierre Cauchon qu’on appelait l'indigne évêque, l'indigne Français et l’indigne homme ». Son contemporain, l’abbé Langlet du Fresnoy, colporte toutes les vieilles légendes sur le prélat : il se serait proposé de lui-même pour être le juge de la jeune femme ; la conduite du procès lui aurait valu des jets de pierre de la part du peuple ; après la mort de Jeanne, le personnage était décrié.
Au XIXe siècle, l'admiration croissante pour Jeanne d'Arc ne fait, par contraste, que renforcer l'hostilité à l'égard du juge. Pierre Cauchon a le mauvais rôle dans l’histoire. Michelet le décrit en termes méprisants : « Il se fit anglais, il parla anglais. Winchester sentit tout le parti qu'il pouvait tirer d’un tel homme (…), un évêque mendiant qui vivait à sa table (…) se faisant l'agent des Anglais ». Quicherat, à qui on doit une édition des deux procès de Jeanne d’Arc, semble plus mesuré puisqu'il conclut que le premier procès a été tenu régulièrement mais ne peut s’empêcher d'écrire que Cauchon « ne se révéla dans l'affaire de Jeanne que comme un homme passionné, artificieux, corrompu ».
Même au sein de la communauté historienne, sa réputation reste toujours aussi mauvaise, en particulier à cause de son comportement lors du procès de Jeanne d'Arc. Ainsi, Régine Pernoud regarde Pierre Cauchon comme celui qui a truqué le procès et falsifié les textes dans le but de condamner Jeanne d’Arc.
De même, Jean Favier, s'il étudie objectivement l'ensemble de la carrière de Pierre Cauchon et montre par quel cheminement ce partisan du duc de Bourgogne devint l'homme des Anglais, dépeint de manière critique sa façon de mener le procès de Jeanne d'Arc. L'historien présente dès le début l'évêque de Beauvais inspiré par le duc de Bedford. Il souligne que Pierre Cauchon a placé dès le départ le procès de Jeanne en dehors du droit en demandant la remise de Jeanne aux Anglais afin que le régent Bedford la fasse juger par l'Église pour prétendue hérésie ; ce faisant, Jeanne était assimilée à une hérétique et non plus à une simple prisonnière dont on pouvait payer la rançon.
Jean Favier décrit un évêque ne parvenant pas à maîtriser son accusée et se déshonorant publiquement quand, Jeanne ayant abjuré, il refuse qu'elle soit transférée de la prison des Anglais à une prison d'Église, contrairement aux principes établis en pareil cas. D'après l'historien, si l'on a mis à disposition de Jeanne les habits d'homme qu'on lui reprochait de porter, c'était pour la perdre ; Pierre Cauchon, toujours attentif aux moindres détails, pouvait difficilement l'ignorer. Favier insiste sur la joie manifestée par l'évêque lorsque ce dernier apprend que Jeanne a repris ses habits d'homme, ce qui le conduit à lancer aux Anglais « Faites bonne chère ! », le présentant ainsi comme un obligé servile de ces derniers.
Jean Favier montre comment Pierre Cauchon, « acharné à perdre Jeanne », s'évertue à écarter tout élément favorable à l'accusée ou sa famille. Enfin, l'historien estime que si Voltaire a porté un coup fatal à l'image de Pierre Cauchon, celui-ci est dans sa critique en dessous de la vérité. En effet, Voltaire n'avait pas eu accès à toutes les pièces du procès qui furent publiées au XIXe siècle ; le philosophe ignorait donc que Cauchon et les juges de Rouen avaient présenté un texte tendancieux aux docteurs parisiens de l'Université.
Pour Dominique Le Tourneau aussi, Cauchon « voue une haine tenace à la Pucelle depuis que ses diocésains de Beauvais l'ont chassé après avoir fait allégeance au roi de France ».

## Armoiries et sceau

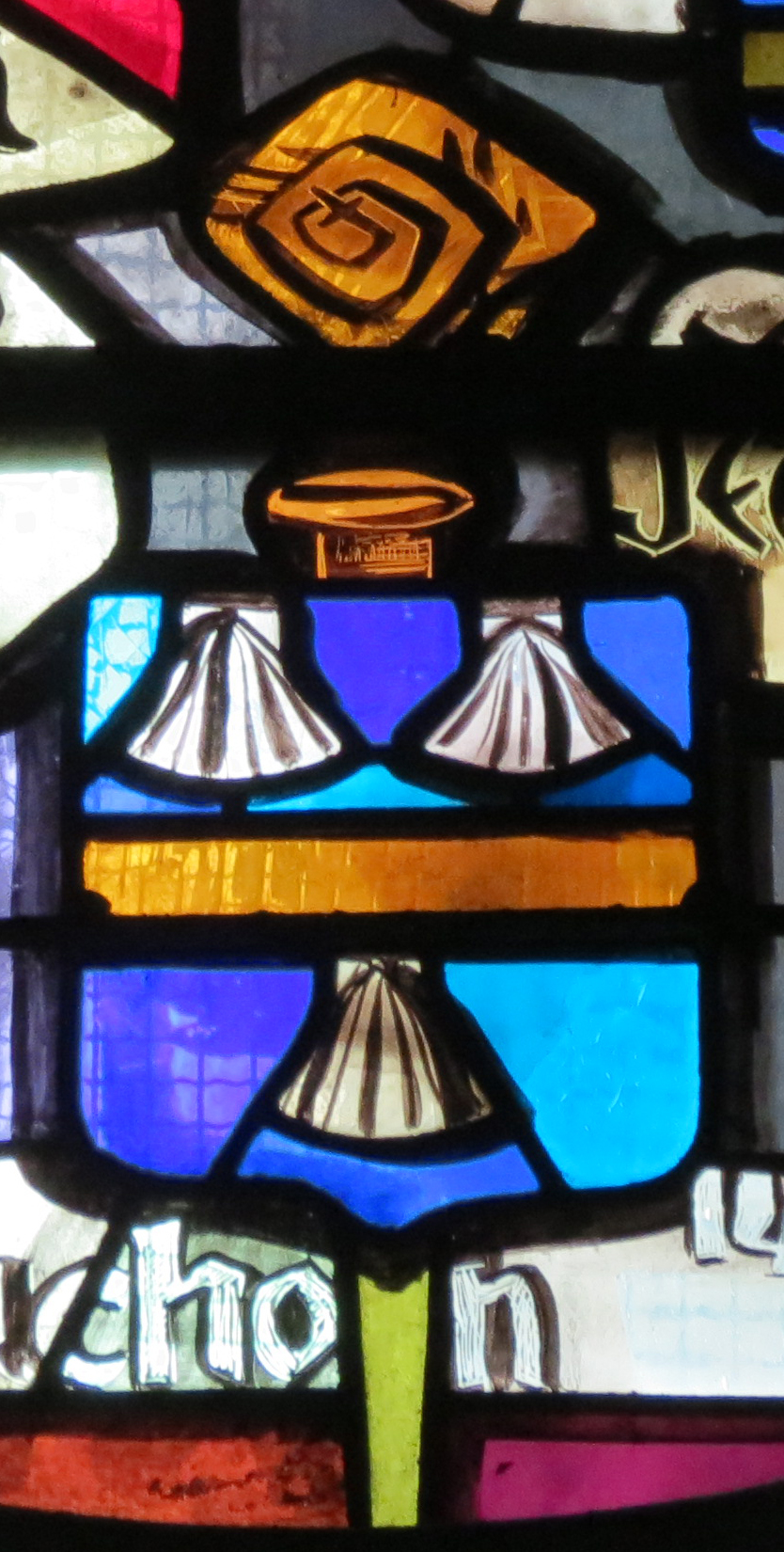
Vitrail de la cathédrale de Lisieux où figure le blason de Cauchon.

Les armes de Pierre Cauchon se blasonnent ainsi : D'azur à la fasce d'or accompagnée de trois coquilles d'argent. On trouve aussi : D'azur à six fasces d'argent, accompagnées de trois coquilles d'or. Elles sont visibles dans la chapelle de la Vierge en la cathédrale de Lisieux.
Le sceau de Pierre Cauchon a fait l'objet d'une étude par Victor Bouton.